# Cathexis (quadrinhos)
Os Cathexis são uma raça de seres originários da sexta dimensão no Universo DC e antagonistas da Liga da Justiça.

## Biografia dos personagens
Oriundos da sexta dimensão da realidade - em oposição à existência da humanidade na terceira dimensão - os cathexis são uma raça avançada e poderosa, capaz de criar seres sapientes de energia e por meio destes exercem um poder extraordinário o qual usam por direito próprio. Ávidos para expandir seus domínios, eles criaram o "Id", um campo de energia (ou "sentergia") capaz de alterar a realidade conforme os desejos daqueles que contacta ao modificar as vibrações das partículas subatômicas da matéria concedendo ao usuário aquilo que ele anseia, tal como se fosse uma "máquina dos desejos".[carece de fontes?]
Tal poder fluiu entre dimensões e ao chegar à Terra, o "Id" agiu essencialmente como um gênio maligno ao atender, de forma literal e irônica, os anseios da humanidade não raro expondo-a ao perigo ou mesmo sob o risco de obliterar a realidade. Nesta dimensão, a energia sapiente do "Id" atendeu ao desejo da mais poderosa mente que encontrou, a do Superman, que numa conversa com o Batman acerca dos eventos ocorridos no arco Torre de Babel, lastimou o fato de os super-heróis terem que se dividir entre as pressões da vida de uniforme e o cotidiano de suas personalidades civis. Como resultado, ele, o Cavaleiro das Trevas, Flash, Lanterna Verde, Homem-Borracha e Caçador de Marte foram divididos em suas identidades humanas e sobre-humanas enquanto Mulher-Maravilha e Aquaman permaneceram íntegros por não usarem identidades secretas.
No entanto, como a Mulher-Maravilha e o Aquaman logo perceberam, a separação estava longe de ser perfeita; sem a outra identidade para equilibrar suas personalidades, os heróis começaram a mudar de maneiras inicialmente sutis, mas cada vez mais óbvias:
- Livre de Clark Kent, o Superman tornou-se cada vez mais frio e distante das pessoas que ele prometeu proteger, mudando sua vestimenta para um traje kriptoniano e durante uma missão lobotomizou parcialmente um novo oponente impedindo-o de usar seus poderes e assim causar destruição, enquanto Clark Kent, apesar de desfrutar de sua nova liberdade para não ter que mentir onde esteve, passou a ter medo de altura e ficou cada vez menos confiante em si mesmo.
- Sendo normalmente conduzido pela memória de "Bruce Wayne" sobre as mortes de Thomas e Martha Wayne, Batman rapidamente perdeu sua motivação convertendo-se literalmente num indivíduo sem rosto sem movimentos reais, enquanto Wayne, incapaz de canalizar sua raiva em sua identidade de Batman, tornou-se cada vez mais hostil, agredindo violentamente alguns vândalos que tentaram grafitar seu carro.
- Sem a influência humana de Wally West, o Flash simplesmente atrelou-se à sua velocidade sem pensar no passado - ele até mudou seu traje, apesar de prometer manter a maneira de honrar a memória de Barry Allen - enquanto Wally, sem vivacidade do Flash, tornou-se cada vez mais indolente, atrasando-se até mesmo para jantar com sua esposa, Linda.
- Sem o poder do anel energético para expressar sua criatividade como poderia, Kyle Rayner passou a viver no limiar da loucura esboçando ideias obsessivamente para tentar manter-se sob controle, enquanto o Lanterna Verde simplesmente usava o anel como uma arma dispensando o valor da imaginação, ao ponto que ele simplesmente disparou contra uma enchente, em vez de tomar soluções mais responsáveis como erguer uma muralha para contê-la.
- Sem a natureza taciturna de Eel O'Brien, o Homem-Borracha degenerou a ponto de ser um idiota inconveniente fazendo piadinhas e brincadeiras sem graça nos momentos mais impróprios, enquanto O'Brien se viu tentado em retornar ao seu passado criminoso sem os poderes do Borracha e sua natureza mais leve para motivá-lo a permanecer um herói.
- Tal como ocorreu com o Superman, o Caçador de Marte afastou-se de seu mundo adotivo e assumiu feições marcianas enquanto John Jones (ao contrário dos outros) se revelou feliz ao perder o medo de fogo e não ser mais atormentado pelo longo sofrimento de ser o último de sua raça.

Ao investigar a aparente ressurreição de Metamorfo, a Liga da Justiça encontrou os cathexis pela primeira vez e aprendeu sobre o "Id"; Metamorfo foi trazido de volta pelo desejo de seu filho Joey, mas este, desafortunadamente, desejou que seu pai estivesse "de volta" ao invés de "vivo", e então seu desejo foi concedido de forma literal quando seu genitor surgiu como "barro disforme". Usando as energias residuais que o "Id" deixou no cérebro do menino, os cathexis reverteram o processo e explicaram o caso à Liga. Acompanhados pela equipe, os alienígenas seguiram o "Id" para Los Angeles depois que ele tornou a cidade inteira cega depois que uma miss, ao sair do hospital onde fizera uma malsucedida cirurgia plástica para esconder as cicatrizes de uma agressão no rosto causada por um namorado ciumento, gritou "Não olhe para mim!" numa transmissão ao vivo pela TV. Confinado numa prisão formada pelo laço mágico da Mulher-Maravilha e reforçada pelas capacidades vibratórias do Flash, o "Id" foi reclamado pelos alienígenas que revelaram sua vil natureza e derrotaram a Liga.
Felizmente, Eel O'Brien - ciente da natureza disfuncional dos heróis divididos - reuniu os alter egos civis da Liga para confrontar os cathexis, enquanto ele usou uma tiara psíquica descartada pelos vilões a fim de reverter o desejo original de Superman. Infelizmente, devido ao tempo transcorrido, não havia energia suficiente para reverter o desejo, causando uma balbúrdia onde duas personalidades lutavam pelo domínio de cada corpo. Quando os vilões dividiram Aquaman entre homem e peixe a Mulher-Maravilha, num gesto aflitivo, iludiu seus inimigos e estes separaram o corpo da amazona de sua alma, e uma vez livre seu espírito pôde restaurar seus amigos ao convencê-los "que são apenas parte do todo, fragmentos inúteis que não existem separadamente". Usando a "sentergia Id", o Flash transformou os dois cathexis hexadimensionais em quatro seres tridimensionais facilmente derrotados por Batman. A seguir a Liga da Justiça reuniu-se em torno do "Id" num desejo unânime pela destruição do mesmo após restaurar os danos causados, curar suas vítimas e banir os cathexis de volta à sua dimensão, sem o conhecimento necessário para recriar a "máquina dos desejos".